# RAK 스튜디오

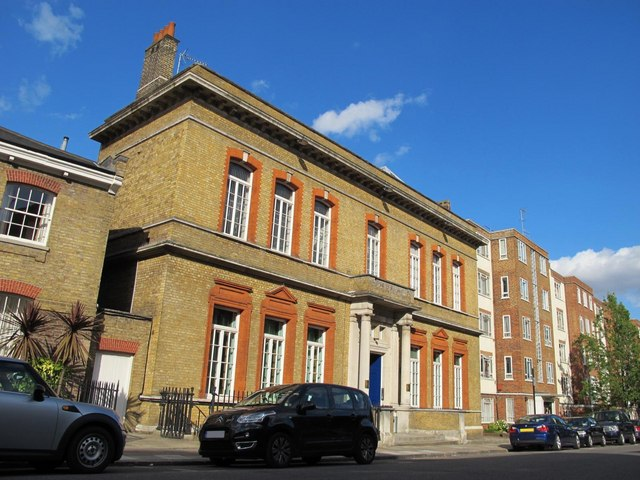
RAK 스튜디오의 모습

RAK 스튜디오(RAK tudios)는 런던 리젠츠 파크 근처에 위치한 주거 시설을 갖춘 녹음 스튜디오로, 1976년 영국의 음반 프로듀서인 미키 모스트가 설립했다.

## 역사
RAK 단지는 ATV가 소유하기 전에 학교와 교회 홀이었던 빅토리아 시대 건물 내에 있었으며, 1976년 RAK 스튜디오가 되기 전에는 TV 프로그램 리허설에 사용됐다.
RAK에는 4개의 녹음실이 있다. 1번과 2번 스튜디오에는 API 믹싱 콘솔이 있으며, 3번 스튜디오에는 빈티지 너브 VRP 레전드 콘솔이 있다(이전에는 애비 로드 스튜디오의 2번 스튜디오에 있었다).

## RAK 스튜디오에서 녹음한 노래
- 울트라복스 - "Vienna"
- 빅 컨트리 - "in a Big Country"
- 더 잼 - "Down in the Tube Station at Midnight"
- 핫 초콜릿 - "Every 1's a Winner"
- 포그스 - "Fairytale of New York"
- 톰슨 트윈스 - "Hold Me Now"
- 킴 와일드 - "Kids in America"
- 스모키 - "Living Next Door to Alice"
- 사이키델릭 퍼스 - "Pretty in Pink"
- 조니 헤이츠 재즈 - "Shattered Dreams"
- 레이시 - "Some Girls"
- 픽서스 - "Iron Deer Dream"
- 프리팹 스프라우트 - "When Love Breaks Down"
- 더 스미스 - "Bigmouth Strikes Again"[4]